# Lorenzo Fabbri
Lorenzo Fabbri, fiktivni policijski inspektor iz kriminalističke serije "Inspektor Rex". Bio je Rexov vlasnik i poglavar rimskog Odjela za ubojstva. Utjelovio ga je Kaspar Capparoni.

## Životopis
Lorenzo Fabbri prvi put se pojavio u 1. epizodi 11. sezone, "Novi početak". Tijekom tri sezone on i Rex rješavali su mnoge slučajeve. Fabbrijeva desna ruka i najbolji prijatelj je inspektor Alberto Monterosso. U 2. epizodi 14. sezone, "Među vukovima", tragično pogiba u eksploziji automobila koju je uzrokovao zli poglavar srpske mafije.

## Izgled
Lorenzo Fabbri je visok, mršav i plavokos. Ima plave oči, visoko čelo i povijen nos.

## Zanimljivosti
- Čini se da je Rex odmah po dolasku u Italiju razumio talijanski jezik bez ikakvih problema.